# Chris Cross
Chris Cross, pseudonimo di Christopher Thomas Allen (Tottenham, 14 luglio 1952 – Londra, 25 marzo 2024), è stato un bassista britannico.
Fu il bassista degli Ultravox, fino al loro scioglimento nel 1986, per poi riunirsi al gruppo nel 2008.

## Biografia
Alfieri del genere new romantic e poi new wave il gruppo fu fondato nel 1973 a Londra, da John Foxx con il nome Ultravox! e fin dagli inizi ne fecero parte Warren Cann, Stevie Shears e lo stesso Chris Cross; Billy Currie si aggiunse un anno più tardi. Con il suo stile semplice che ben si sposava alla parte ritmica di Warren Cann, Cross contribuì non poco a creare il sound post-elettronico della band.
Per un breve periodo a metà degli anni Settanta utilizzò lo pseudonimo di Chris St. John, quando gli Ultravox ancora si chiamavano Tiger Lily.
Oltre ad essere uno stimato bassista, lavorò anche come psicoterapista, professione iniziata dopo il suo primo ritiro nel 1988, dopo lo scioglimento del gruppo.
Nel 2008 ritornò sulle scene con la reunion degli Ultravox, per partecipare poi al tour Return to Eden e al nuovo album Brilliant, seguito da un'altra tournée. Al termine di quest'ultima, alla fine del 2013, Chris Cross si ritirò dal mondo della musica e dello spettacolo.
Chris Cross morì il 25 marzo 2024 all'età di 71 anni. La notizia fu resa pubblica il 1º aprile successivo, confermata poi da Midge Ure.